# 迦特
迦特（希伯來語：‎，意为“榨酒处”）是古代以色列和附近地区的一个常见地名，圣经中提到许多拥有类似名称的城市，例如非利士人的迦特、Gath-Gittaim,和Gath Carmel。而其他有相似名称的地点也在各种古代文献中出现,包括Amarna letters。迦特人称为Gittite。
非利士人的迦特是非利士人的5个城邦之一，位于非利士地的西北部。根据圣经记载，在大卫和所罗门的时代，该城的王是亚吉（Achish）。不能确定这是否是2位国王的名字。迦特也是歌利亚，以及以太（Itai，曾在大卫躲避押沙龙的流亡期间和他的600名士兵帮助大卫）的故乡。大卫被扫罗追捕时，曾逃到迦特，投奔亚吉。所罗门统治时期，示每来到迦特找回逃跑的奴仆（列王纪上2章39-40节）。在列王纪下12章17节，提到亚兰王哈薛（Hazael）攻占了迦特城后，又去攻打耶路撒冷。最近在遗址的发掘提供了公元前9世纪后期关于围城和随后毁灭城市事件的生动证物。
尽管在过去非利士人的迦特究竟在何处众说纷纭，现在，通过分析遗址的证据，多数学者（特别是Anson Rainey的追随者），确定非利士人的迦特就在Tell es-Safi(aka Tel Zafit)。迦特也被提到在El-Amarna书信，称为“Gimti/Gintu”。 
最近Bar-Ilan 大学的Aren Maeir在Tell es-Safi/迦特遗址的考古发掘（ Stanford Web Archive的存檔，存档日期2009-04-19），找到大量相当于青铜时代后期和铁器时代 — 相当于迦特出现在各种圣经和历史文献的年代，似乎证实了上述观点。同样，该遗址公元前9世纪以后的考古学发现大量减少，以及与犹太地区强烈的文化联系，也与迦特极少在前9世纪以后的圣经记载和历史文献中提到相符，显然失去了非利士人的主要城市之一的地位。有趣的是，迦特和附近的Tel Miqne-以革伦有一种“镜像”关系。在大部分时期，迦特规模较大，而以革伦较小。